# Sprawy Międzynarodowe
Sprawy Międzynarodowe – polski periodyk naukowy poświęcony stosunkom międzynarodowym. Ukazuje się od 1948 roku, obecnie jako kwartalnik. Redaktorem naczelnym jest aktualnie Henryk Szlajfer, a wydawcą Polski Instytut Spraw Międzynarodowych (PISM).